# 12e étape du Tour de France 2021
Pour un article plus général, voir Tour de France 2021.
La 12e étape du Tour de France 2021 se déroule le jeudi 8 juillet 2021 entre Saint-Paul-Trois-Châteaux et Nîmes, sur une distance de 159,4 kilomètres.

## Résultats

### Classement de l'étape
| Classement de la 12e étape | Classement de la 12e étape | Classement de la 12e étape | Classement de la 12e étape | Classement de la 12e étape |
|                            | Coureur                    | Pays                       | Équipe                     | Temps                      |
| -------------------------- | -------------------------- | -------------------------- | -------------------------- | -------------------------- |
| 1er                        | Nils Politt                | Allemagne                  | Bora-Hansgrohe             | en 3 h 22 min 12 s         |
| 2e                         | Imanol Erviti              | Espagne                    | Movistar                   | + 31 s                     |
| 3e                         | Harry Sweeny               | Australie                  | Lotto-Soudal               | + 31 s                     |
| 4e                         | Stefan Küng                | Suisse                     | Groupama-FDJ               | + 1 min 58 s               |
| 5e                         | Luka Mezgec                | Slovénie                   | Team BikeExchange          | + 2 min 6 s                |
| 6e                         | André Greipel              | Allemagne                  | Israel Start-Up Nation     | + 2 min 6 s                |
| 7e                         | Edward Theuns              | Belgique                   | Trek-Segafredo             | + 2 min 6 s                |
| 8e                         | Brent Van Moer             | Belgique                   | Lotto-Soudal               | + 2 min 6 s                |
| 9e                         | Julian Alaphilippe         | France                     | Deceuninck-Quick Step      | + 2 min 6 s                |
| 10e                        | Sergio Henao               | Colombie                   | Qhubeka NextHash           | + 2 min 6 s                |
| modifier                   |                            |                            |                            |                            |

### Points attribués
| Sprint intermédiaire Uzès (km 132,7) | Sprint intermédiaire Uzès (km 132,7) | Sprint intermédiaire Uzès (km 132,7) | Sprint intermédiaire Uzès (km 132,7) | Sprint intermédiaire Uzès (km 132,7) |
| ------------------------------------ | ------------------------------------ | ------------------------------------ | ------------------------------------ | ------------------------------------ |
|                                      | Coureur                              | Pays                                 | Équipe                               | Point(s)                             |
| 1er                                  | Nils Politt                          | Allemagne                            | Bora-Hansgrohe                       | 20                                   |
| 2e                                   | Harry Sweeny                         | Australie                            | Lotto-Soudal                         | 17                                   |
| 3e                                   | Imanol Erviti                        | Espagne                              | Movistar                             | 15                                   |
| 4e                                   | Stefan Küng                          | Suisse                               | Groupama-FDJ                         | 13                                   |
| 5e                                   | André Greipel                        | Allemagne                            | Israel Start-Up Nation               | 11                                   |
| 6e                                   | Connor Swift                         | Royaume-Uni                          | Arkéa-Samsic                         | 10                                   |
| 7e                                   | Stefan Bissegger                     | Suisse                               | EF Education-Nippo                   | 9                                    |
| 8e                                   | Luka Mezgec                          | Slovénie                             | Team BikeExchange                    | 8                                    |
| 9e                                   | Edward Theuns                        | Belgique                             | Trek-Segafredo                       | 7                                    |
| 10e                                  | Sergio Henao                         | Colombie                             | Qhubeka NextHash                     | 6                                    |
| 11e                                  | Edvald Boasson Hagen                 | Norvège                              | TotalEnergies                        | 5                                    |
| 12e                                  | Julian Alaphilippe                   | France                               | Deceuninck-Quick Step                | 4                                    |
| 13e                                  | Brent Van Moer                       | Belgique                             | Lotto-Soudal                         | 3                                    |
| 14e                                  | Dmitriy Gruzdev                      | Kazakhstan                           | Astana Premier Tech                  | 2                                    |
| 15e                                  | Wout van Aert                        | Belgique                             | Jumbo-Visma                          | 1                                    |
| modifier                             |                                      |                                      |                                      |                                      |

| Arrivée d'étape Nîmes (km 159,4) | Arrivée d'étape Nîmes (km 159,4) | Arrivée d'étape Nîmes (km 159,4) | Arrivée d'étape Nîmes (km 159,4) | Arrivée d'étape Nîmes (km 159,4) |
| -------------------------------- | -------------------------------- | -------------------------------- | -------------------------------- | -------------------------------- |
|                                  | Coureur                          | Pays                             | Équipe                           | Point(s)                         |
| 1er                              | Nils Politt                      | Allemagne                        | Bora-Hansgrohe                   | 50                               |
| 2e                               | Imanol Erviti                    | Espagne                          | Movistar                         | 30                               |
| 3e                               | Harry Sweeny                     | Australie                        | Lotto-Soudal                     | 20                               |
| 4e                               | Stefan Küng                      | Suisse                           | Groupama-FDJ                     | 18                               |
| 5e                               | Luka Mezgec                      | Slovénie                         | Team BikeExchange                | 16                               |
| 6e                               | André Greipel                    | Allemagne                        | Israel Start-Up Nation           | 14                               |
| 7e                               | Edward Theuns                    | Belgique                         | Trek-Segafredo                   | 12                               |
| 8e                               | Brent Van Moer                   | Belgique                         | Lotto-Soudal                     | 10                               |
| 9e                               | Julian Alaphilippe               | France                           | Deceuninck-Quick Step            | 8                                |
| 10e                              | Sergio Henao                     | Colombie                         | Qhubeka NextHash                 | 7                                |
| 11e                              | Connor Swift                     | Royaume-Uni                      | Arkéa-Samsic                     | 6                                |
| 12e                              | Edvald Boasson Hagen             | Norvège                          | TotalEnergies                    | 5                                |
| 13e                              | Stefan Bissegger                 | Suisse                           | EF Education-Nippo               | 4                                |
| 14e                              | Mark Cavendish                   | Royaume-Uni                      | Deceuninck-Quick Step            | 3                                |
| 15e                              | Michael Matthews                 | Australie                        | Team BikeExchange                | 2                                |
| modifier                         |                                  |                                  |                                  |                                  |

### Bonifications en temps
|   | Coureur       | Pays      | Équipe         | Secondes |
| - | ------------- | --------- | -------------- | -------- |
| 1 | Nils Politt   | Allemagne | Bora-Hansgrohe | 10 s     |
| 2 | Imanol Erviti | Espagne   | Movistar       | 6 s      |
| 3 | Harry Sweeny  | Australie | Lotto-Soudal   | 4 s      |

### Cols et côtes
| Côte du Belvédère de Tharaux (km 83,7) 3e catégorie (4,4 km à 4,6 %) | Côte du Belvédère de Tharaux (km 83,7) 3e catégorie (4,4 km à 4,6 %) | Côte du Belvédère de Tharaux (km 83,7) 3e catégorie (4,4 km à 4,6 %) | Côte du Belvédère de Tharaux (km 83,7) 3e catégorie (4,4 km à 4,6 %) | Côte du Belvédère de Tharaux (km 83,7) 3e catégorie (4,4 km à 4,6 %) |
| -------------------------------------------------------------------- | -------------------------------------------------------------------- | -------------------------------------------------------------------- | -------------------------------------------------------------------- | -------------------------------------------------------------------- |
|                                                                      | Coureur                                                              | Pays                                                                 | Équipe                                                               | Point(s)                                                             |
| 1er                                                                  | Nils Politt                                                          | Allemagne                                                            | Bora-Hansgrohe                                                       | 2                                                                    |
| 2e                                                                   | Stefan Küng                                                          | Suisse                                                               | Groupama-FDJ                                                         | 1                                                                    |
| modifier                                                             |                                                                      |                                                                      |                                                                      |                                                                      |

### Prix de la combativité
- Nils Politt (Bora-Hansgrohe)

## Classements à l'issue de l'étape

### Classement général
| Classement général | Classement général | Classement général | Classement général  | Classement général  |
|                    | Coureur            | Pays               | Équipe              | Temps               |
| ------------------ | ------------------ | ------------------ | ------------------- | ------------------- |
| 1er                | Tadej Pogačar      | Slovénie           | UAE Team Emirates   | en 47 h 22 min 43 s |
| 2e                 | Rigoberto Urán     | Colombie           | EF Education-Nippo  | + 5 min 18 s        |
| 3e                 | Jonas Vingegaard   | Danemark           | Jumbo-Visma         | + 5 min 32 s        |
| 4e                 | Richard Carapaz    | Équateur           | Ineos Grenadiers    | + 5 min 33 s        |
| 5e                 | Ben O'Connor       | Australie          | AG2R Citroën        | + 5 min 58 s        |
| 6e                 | Wilco Kelderman    | Pays-Bas           | Bora-Hansgrohe      | + 6 min 16 s        |
| 7e                 | Alexey Lutsenko    | Kazakhstan         | Astana-Premier Tech | + 6 min 30 s        |
| 8e                 | Enric Mas          | Espagne            | Movistar            | + 7 min 11 s        |
| 9e                 | Guillaume Martin   | France             | Cofidis             | + 9 min 29 s        |
| 10e                | Pello Bilbao       | Espagne            | Bahrain Victorious  | + 10 min 28 s       |
| modifier           |                    |                    |                     |                     |

| Classement par points | Classement par points | Classement par points | Classement par points | Classement par points |
| --------------------- | --------------------- | --------------------- | --------------------- | --------------------- |
|                       | Coureur               | Pays                  | Équipe                | Point(s)              |
| 1er                   | Mark Cavendish        | Royaume-Uni           | Deceuninck-Quick Step | 221 points            |
| 2e                    | Michael Matthews      | Australie             | Team BikeExchange     | 162 pts               |
| 3e                    | Jasper Philipsen      | Belgique              | Alpecin-Fenix         | 142 pts               |
| 4e                    | Sonny Colbrelli       | Italie                | Bahrain Victorious    | 138 pts               |
| 5e                    | Julian Alaphilippe    | France                | Deceuninck-Quick Step | 131 pts               |
| 6e                    | Nacer Bouhanni        | France                | Arkéa-Samsic          | 113 pts               |
| 7e                    | Tadej Pogačar         | Slovénie              | UAE Team Emirates     | 102 pts               |
| 8e                    | Wout van Aert         | Belgique              | Jumbo-Visma           | 98 pts                |
| 9e                    | Nils Politt           | Allemagne             | Bora-Hansgrohe        | 70 pts                |
| 10e                   | Stefan Küng           | Suisse                | Groupama-FDJ          | 64 pts                |
| modifier              |                       |                       |                       |                       |

| Classement du meilleur grimpeur | Classement du meilleur grimpeur | Classement du meilleur grimpeur | Classement du meilleur grimpeur | Classement du meilleur grimpeur |
| ------------------------------- | ------------------------------- | ------------------------------- | ------------------------------- | ------------------------------- |
|                                 | Coureur                         | Pays                            | Équipe                          | Point(s)                        |
| 1er                             | Nairo Quintana                  | Colombie                        | Arkéa-Samsic                    | 50 points                       |
| 2e                              | Wout van Aert                   | Belgique                        | Jumbo-Visma                     | 43 pts                          |
| 3e                              | Michael Woods                   | Canada                          | Israel Start-Up Nation          | 42 pts                          |
| 4e                              | Wout Poels                      | Pays-Bas                        | Bahrain Victorious              | 39 pts                          |
| 5e                              | Bauke Mollema                   | Pays-Bas                        | Trek-Segafredo                  | 36 pts                          |
| 6e                              | Kenny Elissonde                 | France                          | Trek-Segafredo                  | 27 pts                          |
| 7e                              | Tadej Pogačar                   | Slovénie                        | UAE Team Emirates               | 26 pts                          |
| 8e                              | Ben O'Connor                    | Australie                       | AG2R Citroën                    | 24 pts                          |
| 9e                              | Sergio Higuita                  | Colombie                        | EF Education-Nippo              | 22 pts                          |
| 10e                             | Julian Alaphilippe              | France                          | Deceuninck-Quick Step           | 20 pts                          |
| modifier                        |                                 |                                 |                                 |                                 |

| Classement général du meilleur jeune | Classement général du meilleur jeune | Classement général du meilleur jeune | Classement général du meilleur jeune | Classement général du meilleur jeune |
|                                      | Coureur                              | Pays                                 | Équipe                               | Temps                                |
| ------------------------------------ | ------------------------------------ | ------------------------------------ | ------------------------------------ | ------------------------------------ |
| 1er                                  | Tadej Pogačar                        | Slovénie                             | UAE Team Emirates                    | en 47 h 22 min 43 s                  |
| 2e                                   | Jonas Vingegaard                     | Danemark                             | Jumbo-Visma                          | + 5 min 32 s                         |
| 3e                                   | Aurélien Paret-Peintre               | France                               | AG2R Citroën                         | + 24 min 44 s                        |
| 4e                                   | David Gaudu                          | France                               | Groupama-FDJ                         | + 30 min 51 s                        |
| 5e                                   | Sergio Higuita                       | Colombie                             | EF Education-Nippo                   | + 54 min 41 s                        |
| 6e                                   | Mark Donovan                         | Royaume-Uni                          | Team DSM                             | + 1 h 18 min 23 s                    |
| 7e                                   | Valentin Madouas                     | France                               | Groupama-FDJ                         | + 1 h 24 min 57 s                    |
| 8e                                   | Brent Van Moer                       | Belgique                             | Lotto-Soudal                         | + 1 h 29 min 48 s                    |
| 9e                                   | Lucas Hamilton                       | Australie                            | Team BikeExchange                    | + 1 h 30 min 21 s                    |
| 10e                                  | Jonas Rutsch                         | Allemagne                            | EF Education-Nippo                   | + 1 h 30 min 51 s                    |
| modifier                             |                                      |                                      |                                      |                                      |

| Classement par équipes | Classement par équipes | Classement par équipes | Classement par équipes |
|                        | Équipe                 | Pays                   | Temps                  |
| ---------------------- | ---------------------- | ---------------------- | ---------------------- |
| 1re                    | Bahrain Victorious     | Bahreïn                | en 143 h 3 min 26 s    |
| 2e                     | AG2R Citroën           | France                 | + 10 min 1 s           |
| 3e                     | Ineos Grenadiers       | Royaume-Uni            | + 12 min 47 s          |
| 4e                     | EF Education-Nippo     | États-Unis             | + 15 min 47 s          |
| 5e                     | Bora-Hansgrohe         | Allemagne              | + 29 min 31 s          |
| 6e                     | Jumbo-Visma            | Pays-Bas               | + 29 min 47 s          |
| 7e                     | Movistar               | Espagne                | + 38 min 22 s          |
| 8e                     | Astana-Premier Tech    | Kazakhstan             | + 41 min 45 s          |
| 9e                     | Trek-Segafredo         | États-Unis             | + 44 min 51 s          |
| 10e                    | UAE Team Emirates      | Émirats arabes unis    | + 53 min 0 s           |
| modifier               |                        |                        |                        |

## Abandons
- Peter Sagan (Bora-Hansgrohe) : non-partant[2]